# Synophrys

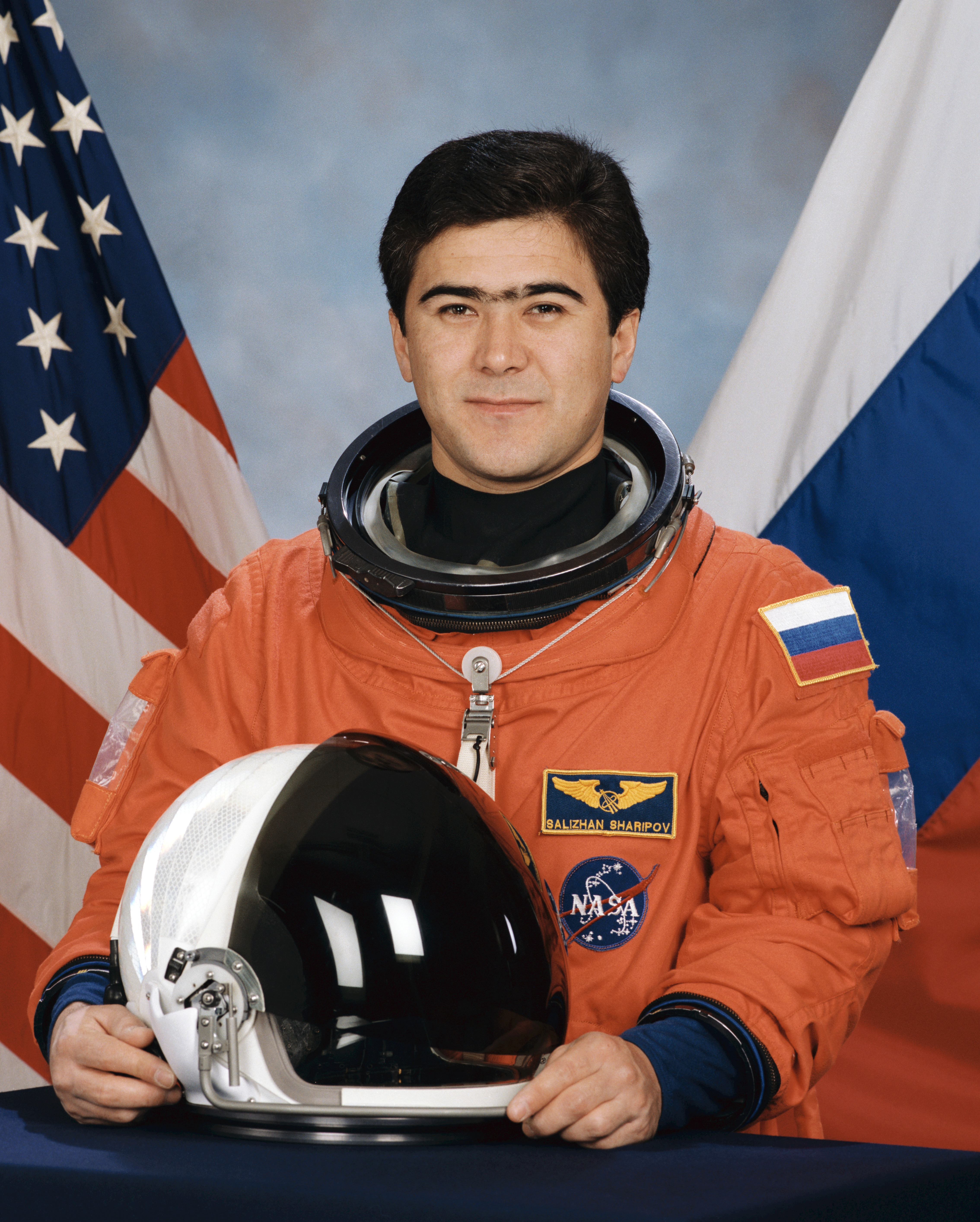
Synophrys u rosyjskiego kosmonauty Saliżana Szakirowicza Szapirowa

Synophrys (synophridia, łac., z gr. συν = razem + φρύδι = brew, ang. unibrow, monobrow) – anomalia rozwojowa polegająca na połączeniu się brwi w linii środkowej twarzy; zrośnięte brwi.
Synophrys jest niewielką cechą dysmorficzną; w związku z przyjętym na Zachodzie kanonem piękna ludzie mający tę cechę często pozbywają się niechcianych włosów brwi. W krajach Bliskiego Wschodu synophrys u kobiety postrzegany jest jako znak dziewictwa i niewinności.
Zrośnięte brwi najczęściej występują u zupełnie zdrowych ludzi, ale stanowią też czasem część obrazu klinicznego rzadkich zespołów wad wrodzonych. Niektóre z nich to:
- zespół Cornelii de Lange
- zespół Smith-Magenis
- zespół Waardenburga
- zespół KBG
- Zespół Marinescu-Sjögrena.